# Vištuk
Vištuk és un poble i municipi d'Eslovàquia que es troba a la regió de Bratislava, a l'extrem occidental del país, prop de la frontera amb Àustria.

## Demografia
| Godina             | 1994 | 2004   | 2014   | 2024   |
| ------------------ | ---- | ------ | ------ | ------ |
| Nombre de persones | 1297 | 1382   | 1307   | 1365   |
| Diferència         |      | +6,55% | −5,42% | +4,43% |

| Godina             | 2023 | 2024   |
| ------------------ | ---- | ------ |
| Nombre de persones | 1382 | 1365   |
| Diferència         |      | −1,23% |